# Балабаны
Балабаны (пол. Bałaban) — старинный западнорусский дворянский род.
Древняя дворянская фамилия Балабаны известна на Волыни и в Галиции с XV века, а в XVI и XVII вв. прославивилась поддержкой православия и борьбой за него с Брестской унией 1596 года и её покровителями.
Наиболее известными представителями рода являются несколько духовных лиц:
- Арсений, епископ львовский с 1539 года (ум. 1568 году), испросивший у короля привилегию на замещение его кафедры сыном Григорием в 1566 году[2].
- Григорий (Феодор), в монашестве Гедеон (1530—1607), сын Арсения — в глубокой старости, 30 лет ведя борьбу за православие с приверженцами католицизма и иезуитами. Для успешности борьбы православия Гедеон завел греко-славянские училища в своем имении, Стрятине в 1596 году и в городе Львове в 1585 году, где, кроме славянского языка, преподавался греческий язык, вместе с принятой тогда риторикой и диалектикой[2][3].
- Гедеон Фёдор Балабан руководил типографией в Стратине (одной из тех, что действовали при каждом училище созданном его дядей Гедеоном). Стрятинская типография печатала богослужебные книги на славянских языках, исправленные его дядей—епископом, собиравшим верные греческие списки текстов церковного обихода, сносясь с восточными патриархами и лично переводя с греческого[2][4]. Позднее Стрятинская типография потом была продана Елисею Плетенецкому и послужила начальным запасом славянских шрифтов и снарядов для тиснения при образовании типографии Киево-Печерской лавры[2].
- Исайя Балабан  (в миру — Иван; ? — ум. 1619/1620) — церковный и культурно-просветительский деятель, племянник львовского епископа Гедеона Балабана.
- Александр Балабан (?—1637) — украинский полковник, староста винницкий, рогатинский, теребовельский.
- Юрий Балабан (ок. 1610 — после 1663) — военный и государственный деятель Речи Посполитой.
- Дионисий Балабан (ум. 1663) — митрополит Киевский.